# Lipromima
Lipromima is een geslacht van kevers uit de familie bladkevers (Chrysomelidae).
De wetenschappelijke naam van het geslacht werd in 1924 gepubliceerd door Heikertinger.

## Soorten
- Lipromima confusa Medvedev, 1993
- Lipromima ornata Medvedev, 1993